# Saison 2024-2025 du Stade rochelais
Cette page présente la saison 2024-2025 du Stade rochelais en Top 14, en Champions Cup et au Supersevens.

## Effectif
L'ensemble de l'effectif pour la saison 2024/2025 du Stade rochelais.
| Nom                      | Naissance         | Nationalité sportive | Sélections (points) | Dernier club          | Arrivée au club (année) |
| Talonneurs               | Talonneurs        | Talonneurs           | Talonneurs          | Talonneurs            | Talonneurs              |
| ------------------------ | ----------------- | -------------------- | ------------------- | --------------------- | ----------------------- |
| Pierre Bourgarit         | 12 septembre 1997 | France               | 17 (5)              | FC Auch               | 2017                    |
| Tolu Latu                | 23 février 1993   | Australie            | 22 (20)             | Montpellier HR        | 2023                    |
| Quentin Lespiaucq        | 16 février 1995   | France               | -                   | Section paloise       | 2022                    |
| Piliers                  |                   |                      |                     |                       |                         |
| Uini Atonio              | 26 mars 1990      | France               | 68 (10)             | Counties Manukau      | 2011                    |
| Georges-Henri Colombe    | 9 avril 1998      | France               | 10 (5)              | Racing 92             | 2022                    |
| Alexandre Kaddouri       | 12 décembre 2003  | France               | -                   | Formé au club         | 2024                    |
| Aleksandre Kuntelia      | 26 juin 2002      | Géorgie              | 2 (5)               | Formé au club         | 2022                    |
| Thierry Paiva            | 19 novembre 1995  | France               | -                   | Union Bordeaux Bègles | 2022                    |
| Louis Penverne           | 22 février 2003   | France               | -                   | Formé au club         | 2022                    |
| Joel Sclavi              | 25 juin 1994      | Argentine            | 28 (20)             | Jaguares XV           | 2021                    |
| Reda Wardi               | 2 août 1995       | France               | 17 (0)              | AS Béziers            | 2019                    |
| Deuxièmes lignes         |                   |                      |                     |                       |                         |
| Ultan Dillane            | 9 novembre 1993   | Irlande              | 19 (5)              | Connacht              | 2022                    |
| Kane Douglas             | 1er juin 1989     | Australie            | 31 (0)              | Union Bordeaux Bègles | 2024                    |
| Thomas Lavault           | 3 mai 1999        | France               | 2 (0)               | Formé au club         | 2019                    |
| William Skelton          | 3 mai 1992        | Australie            | 344 (10)            | Saracens              | 2020                    |
| Troisièmes lignes aile   |                   |                      |                     |                       |                         |
| Levani Botia             | 14 mars 1989      | Fidji                | 31 (35)             | Namosi                | 2014                    |
| Paul Boudehent           | 21 novembre 1999  | France               | 19 (25)             | Formé au club         | 2018                    |
| Judicaël Cancoriet       | 25 avril 1996     | France               | 5 (0)               | ASM Clermont          | 2023                    |
| Matthias Haddad          | 10 mars 2001      | France               | -                   | Formé au club         | 2020                    |
| Oscar Jégou              | 31 mai 2003       | France               | 6 (5)               | Formé au club         | 2023                    |
| Édouard Richer           | 17 avril 2004     | France               | -                   | Formé au club         | 2024                    |
| Troisièmes lignes centre |                   |                      |                     |                       |                         |
| Grégory Alldritt         | 23 mars 1997      | France               | 56 (30)             | FC Auch               | 2017                    |
| Demis de mêlée           |                   |                      |                     |                       |                         |
| Thomas Berjon            | 12 avril 1998     | France               | -                   | Formé au club         | 2018                    |
| Teddy Iribaren           | 25 septembre 1990 | France               | 2 (0)               | Racing 92             | 2023                    |
| Tawera Kerr-Barlow       | 15 août 1990      | Nouvelle-Zélande     | 28 (10)             | Chiefs                | 2017                    |
| Demis d'ouverture        |                   |                      |                     |                       |                         |
| Antoine Hastoy           | 4 juin 1997       | France               | 10 (31)             | Section paloise       | 2022                    |
| Hugo Reus                | 21 février 2004   | France               | -                   | Union Bordeaux Bègles | 2022                    |
| Ihaia West               | 16 janvier 1992   | Nouvelle-Zélande     | -                   | RC Toulon             | 2023                    |
| Centres                  |                   |                      |                     |                       |                         |
| Jonathan Danty           | 7 octobre 1992    | France               | 29 (30)             | Stade français        | 2021                    |
| Simeli Daunivucu         | 12 février 2005   | France               | -                   | Formé au club         | 2023                    |
| Jules Favre              | 22 mars 1999      | France               | -                   | Formé au club         | 2018                    |
| Romain Lamit             | 21 janvier 2003   | France               | -                   | Formé au club         | -                       |
| Ulupano Seuteni          | 9 décembre 1993   | Samoa                | 13 (21)             | Union Bordeaux Bègles | 2022                    |
| Ailiers                  |                   |                      |                     |                       |                         |
| Nathan Bollengier        | 18 janvier 2004   | France               | -                   | Formé au club         | 2023                    |
| Hoani Bosmorin           | 27 décembre 2004  | France               | -                   | Formé au club         | 2023                    |
| Dillyn Leyds             | 12 septembre 1992 | Afrique du Sud       | 10 (5)              | Stormers              | 2020                    |
| Jack Nowell              | 11 avril 1993     | Angleterre           | 42 (70)             | Exeter Chiefs         | 2023                    |
| Raymond Rhule            | 6 novembre 1992   | Afrique du Sud       | 7 (5)               | FC Grenoble           | 2020                    |
| Teddy Thomas             | 18 septembre 1993 | France               | 28 (75)             | Racing 92             | 2022                    |
| Suliasi Vunivalu         | 27 novembre 1995  | Australie            | 7 (10)              | Queensland Reds       | 2024                    |
| Arrières                 |                   |                      |                     |                       |                         |
| Brice Dulin              | 13 avril 1990     | France               | 37 (48)             | Racing 92             | 2020                    |

### Joueurs arrivés en cours de saison
| Nom              | Poste  | Autre(s) poste(s) | Naissance        | Nationalité sportive | Sélections (points marqués) | Nature de l'arrivée | Dernier club    | Mois d'arrivée | Mois de départ |
| ---------------- | ------ | ----------------- | ---------------- | -------------------- | --------------------------- | ------------------- | --------------- | -------------- | -------------- |
| Suliasi Vunivalu | Ailier | -                 | 27 novembre 1995 | Australie            | 7 (10)                      | Joker médical       | Queensland Reds | Novembre 2024  |                |

## Staff sportif
Le staff sportif complet du Stade rochelais pour la saison 2024-2025 :

### Entraîneurs
| Nom               | Rôle                                                                     | Nationalité sportive | Ancien club entraîné | Ancien joueur du club | Année d'arrivée dans le staff          |
| ----------------- | ------------------------------------------------------------------------ | -------------------- | -------------------- | --------------------- | -------------------------------------- |
| Ronan O'Gara      | Manager                                                                  | Irlande              | Crusaders            | ❌                    | 2019                                   |
| Sébastien Boboul  | Entraîneur de l'attaque                                                  | France               | -                    | ✔️                    | 2012 (espoirs) - 2020 (professionnels) |
| Romain Carmignani | Entraîneur des avants et de la défense                                   | France               | Limoges rugby        | ✔️                    | 2018 (espoirs) - 2020 (professionnels) |
| Donnacha Ryan     | Entraîneur des avants                                                    | Irlande              | -                    | ❌                    | 2021                                   |
| Gurthrö Steenkamp | Entraîneur de la mêlée et Intervenant spécifique, chargé des 1ères ligne | Afrique du Sud       | Colomiers rugby      | ❌                    | 2021                                   |
| Rémi Tales        | Entraîneur des arrières                                                  | France               | Stade montois        | ✔️                    | 2023                                   |
| Sean Dougall      | Intervenant spécifique, chargé de l'attitude au contact                  | Irlande              | -                    | ❌                    | 2023                                   |
| Kévin Gourdon     | Intervenant spécifique, chargé de l'analyse technique personnalisée      | France               | -                    | ✔️                    | 2023                                   |

| - Ludovic Humetz (médecin et responsable médical) - Pierre Guérin (médecin échographie) - Franck Victor (médecin traumatologie) - Lylian Barthuel (kinésithérapeute) - Thierry Lévèque (kinésithérapeute) - Willy Bidaud (kinésithérapeute) - Dominique Merlande (ostéopathe) - Bastien Hilaire (spécialiste BFR/ISO) - Laura Lubert (assistante médicale) | - Stephan Du Toit (responsable) - Florent Gibouin - Thibaud Hugueny - Adrien Vachon - Jean-Baptiste Paquet (responsable de l'accompagnement à la performance) - Luc Razafitsalama (data analyste) |

| - Florent Agounine - Matthieu Leroy | - Arnaud Dorier (team manager) - Frédéric Sarthou (intendant) - Patrick Guisembert (restauration) |

## Calendrier et résultats

### Top 14

#### Résumé
Les matches du Stade rochelais pour la saison de Top 14 2024-2025 :
| Date                   | Heure      | Domicile              | Score   | Extérieur             | Stade                       | Diffusion TV        | Journée               | Classement |
| ---------------------- | ---------- | --------------------- | ------- | --------------------- | --------------------------- | ------------------- | --------------------- | ---------- |
| Phase aller du Top 14  |            |                       |         |                       |                             |                     |                       |            |
| 8 septembre 2024       | 17:00 CEST | Stade rochelais       | 19 - 15 | RC Toulon             | Stade Marcel-Deflandre      | Canal+              | 1re journée de Top 14 | 4e         |
| 15 septembre 2024      | 21:05 CEST | Stade toulousain      | 35 - 27 | Stade rochelais       | Stade Ernest-Wallon         | Canal+              | 2e journée de Top 14  | 10e        |
| 21 septembre 2024      | 16:30 CEST | Stade rochelais       | 49 - 25 | Section paloise       | Stade Marcel-Deflandre      | Canal+ Canal+ Live  | 3e journée de Top 14  | 5e         |
| 28 septembre 2024      | 16:30 CEST | Racing 92             | 16 - 17 | Stade rochelais       | Stade Dominique-Duvauchelle | Canal+ Canal+ Live  | 4e journée de Top 14  | 4e         |
| 5 octobre 2024         | 16:30 CEST | Stade rochelais       | 43 - 22 | Lyon OU               | Stade Marcel-Deflandre      | Canal+ Canal+ Sport | 5e journée de Top 14  | 2e         |
| 12 octobre 2024        | 16:30 CEST | Aviron bayonnais      | 37 - 7  | Stade rochelais       | Reale Arena                 | Canal+ Canal+ Live  | 6e journée de Top 14  | 3e         |
| 20 octobre 2024        | 21:05 CEST | Stade rochelais       | 32 - 22 | Union Bordeaux Bègles | Stade Marcel-Deflandre      | Canal+              | 7e journée de Top 14  | 3e         |
| 26 octobre 2024        | 16:30 CEST | Montpellier HR        | 16 - 0  | Stade rochelais       | GGL Stadium                 | Canal+ Canal+ Live  | 8e journée de Top 14  | 4e         |
| 2 novembre 2024        | 21:05 CET  | Stade rochelais       | 35 - 18 | Stade français Paris  | Stade Marcel-Deflandre      | Canal+              | 9e journée de Top 14  | 3e         |
| 23 novembre 2024       | 16:30 CET  | Castres olympique     | 28 - 24 | Stade rochelais       | Stade Pierre-Fabre          | Canal+ Canal+ Live  | 10e journée de Top 14 | 3e         |
| 30 novembre 2024       | 16:30 CET  | Stade rochelais       | 14 - 23 | RC Vannes             | Stade Marcel-Deflandre      | Canal+ Canal+ Live  | 11e journée de Top 14 | 6e         |
| 21 décembre 2024       | 14:30 CET  | Stade rochelais       | 20 - 15 | ASM Clermont          | Stade Marcel-Deflandre      | Canal+ Sport        | 12e journée de Top 14 | 6e         |
| 29 décembre 2024       | 18:00 CET  | USA Perpignan         | 21 - 13 | Stade rochelais       | Stade Aimé-Giral            | Canal+              | 13e journée de Top 14 | 6e         |
| Phase retour du Top 14 |            |                       |         |                       |                             |                     |                       |            |
| 4 janvier 2025         | 21:05 CET  | Stade rochelais       | 22 - 19 | Stade toulousain      | Stade Marcel-Deflandre      | Canal+              | 14e journée de Top 14 | 6e         |
| 26 janvier 2025        | 21:05 CET  | RC Toulon             | 45 - 26 | Stade rochelais       | Stade Mayol                 | Canal+              | 15e journée de Top 14 | 6e         |
| 15 février 2025        | 16:30 CET  | Lyon OU               | 53 - 17 | Stade rochelais       | Matmut Stadium Gerland      | Canal+ Canal+ Live  | 16e journée de Top 14 | 7e         |
| 22 février 2025        | 16:30 CET  | Stade rochelais       | 21 - 26 | Racing 92             | Stade Marcel-Deflandre      | Canal+ Canal+ Live  | 17e journée de Top 14 | 7e         |
| 1er mars 2025          | 14:30 CET  | Stade français Paris  | 22 - 17 | Stade rochelais       | Stade Jean-Bouin            | Canal+ Sport        | 18e journée de Top 14 | 9e         |
| 22 mars 2025           | 14:30 CET  | Stade rochelais       | 12 - 12 | Castres olympique     | Stade Marcel-Deflandre      | Canal+ Sport        | 19e journée de Top 14 | 8e         |
| 29 mars 2025           | 16:30 CET  | ASM Clermont          | 33 - 19 | Stade rochelais       | Stade Marcel-Michelin       | Canal+ Canal+ Live  | 20e journée de Top 14 | 10e        |
| 19 avril 2025          | 16:30 CEST | Stade rochelais       | 29 - 28 | Aviron bayonnais      | Stade Marcel-Deflandre      | Canal+ Canal+ Live  | 21e journée de Top 14 | 8e         |
| 26 avril 2025          | 21:05 CEST | Union Bordeaux Bègles | 10 - 21 | Stade rochelais       | Stade Chaban-Delmas         | Canal+              | 22e journée de Top 14 | 7e         |
| 10 mai 2025            | 16:30 CEST | RC Vannes             | 29 - 30 | Stade rochelais       | Stade de la Rabine          | Canal+ Canal+ Live  | 23e journée de Top 14 | 7e         |
| 18 mai 2025            | 21:05 CEST | Stade rochelais       | 47 - 18 | Montpellier HR        | Stade Marcel-Deflandre      | Canal+              | 24e journée de Top 14 | 6e         |
| 31 mai 2025            | 16:30 CEST | Stade rochelais       | 38 - 15 | USA Perpignan         | Stade Marcel-Deflandre      | Canal+ Canal+ Live  | 25e journée de Top 14 | 6e         |
| 7 juin 2025            | 21:05 CEST | Section paloise       | 32 - 15 | Stade rochelais       | Stade du Hameau             | Canal+              | 26e journée de Top 14 | 7e         |

Évolution du classement :
Le graphique qui aurait dû être présenté ici ne peut pas être affiché car il utilise l'ancienne extension Graph, désactivée pour des questions de sécurité. Des indications pour créer un nouveau graphique avec la nouvelle extension Chart sont disponibles ici.

#### Classement Top 14
| Rang | Club                     | J  | V  | N | D  | Bo | Bd | Pm  | Pe  | Diff | Pts |
| ---- | ------------------------ | -- | -- | - | -- | -- | -- | --- | --- | ---- | --- |
| 1    | Stade toulousain T       | 26 | 18 | 1 | 7  | 11 | 5  | 891 | 462 | +429 | 90  |
| 2    | Union Bordeaux Bègles C1 | 26 | 17 | 0 | 9  | 5  | 5  | 762 | 609 | +153 | 78  |
| 3    | RC Toulon                | 26 | 15 | 0 | 11 | 7  | 5  | 680 | 595 | +85  | 72  |
| 4    | Aviron bayonnais         | 26 | 15 | 1 | 10 | 2  | 4  | 632 | 650 | -18  | 68  |
| 5    | ASM Clermont             | 26 | 13 | 0 | 13 | 6  | 5  | 674 | 627 | +47  | 63  |
| 6    | Castres olympique        | 26 | 13 | 2 | 11 | 3  | 4  | 626 | 658 | -32  | 63  |
| 7    | Stade rochelais          | 26 | 13 | 1 | 12 | 5  | 3  | 617 | 635 | -18  | 62  |
| 8    | Section paloise          | 26 | 13 | 0 | 13 | 4  | 5  | 682 | 719 | -37  | 61  |
| 9    | Montpellier HR           | 26 | 12 | 0 | 14 | 3  | 5  | 623 | 609 | +14  | 56  |
| 10   | Racing 92                | 26 | 11 | 2 | 13 | 1  | 7  | 710 | 720 | -10  | 56  |
| 11   | Lyon OU                  | 26 | 10 | 2 | 14 | 2  | 4  | 675 | 722 | -47  | 50  |
| 12   | Stade français Paris     | 26 | 10 | 0 | 16 | 2  | 3  | 597 | 755 | -158 | 45  |
| 13   | USA Perpignan            | 26 | 9  | 2 | 15 | 2  | 2  | 469 | 647 | -178 | 44  |
| 14   | RC Vannes P              | 26 | 7  | 1 | 18 | 1  | 5  | 661 | 891 | -230 | 36  |

Phase finale
- 1er et 2e : demi-finales
- 3e à 6e : barrages

Relégation en Pro D2 2025-2026
- 13e : match d'accession
- 14e : relégation

Abréviations
- T : Tenant du titre
- P : Promu de Pro D2
- C1 : Vainqueur de la Champions Cup 2024-2025

#### Affluences
Le graphique qui aurait dû être présenté ici ne peut pas être affiché car il utilise l'ancienne extension Graph, désactivée pour des questions de sécurité. Des indications pour créer un nouveau graphique avec la nouvelle extension Chart sont disponibles ici.

#### Statistiques

##### Meilleurs réalisateurs (Top 5)
| Rang | Joueur            | Poste            | Points | Essais | Transformations | Pénalités | Drops |
| ---- | ----------------- | ---------------- | ------ | ------ | --------------- | --------- | ----- |
| 1    | Antoine Hastoy    | Demi d'ouverture | 183    | 1      | 35              | 34        | 2     |
| 2    | Ihaia West        | Demi d'ouverture | 45     | 0      | 15              | 5         | 0     |
| 3    | Dillyn Leyds      | Ailier           | 40     | 8      | 0               | 0         | 0     |
| 4    | Quentin Lespiaucq | Talonneur        | 35     | 7      | 0               | 0         | 0     |
| 4    | Teddy Thomas      | Ailier           | 35     | 7      | 0               | 0         | 0     |

##### Meilleurs buteurs
| Rang | Joueur         | Poste            | Points | Transformations | Pénalités | Drops |
| ---- | -------------- | ---------------- | ------ | --------------- | --------- | ----- |
| 1    | Antoine Hastoy | Demi d'ouverture | 178    | 35              | 34        | 2     |
| 2    | Ihaia West     | Demi d'ouverture | 45     | 15              | 5         | 0     |
| 3    | Hugo Reus      | Demi d'ouverture | 12     | 0               | 4         | 0     |
| 4    | Teddy Iribaren | Demi de mêlée    | 3      | 0               | 1         | 0     |

##### Meilleurs marqueurs
| Rang | Joueur                       | Poste            | Essais |
| ---- | ---------------------------- | ---------------- | ------ |
| 1    | Dillyn Leyds                 | Ailier           | 8      |
| 2    | Quentin Lespiaucq            | Talonneur        | 7      |
| 2    | Teddy Thomas                 | Ailier           | 7      |
| 4    | Paul Boudehent               | Troisième ligne  | 5      |
| 5    | Tawera Kerr-Barlow           | Demi de mêlée    | 4      |
| 5    | Jack Nowell                  | Centre           | 4      |
| 7    | Hoani Bosmorin               | Ailier           | 3      |
| 7    | Levani Botia                 | Troisième ligne  | 3      |
| 7    | Pierre Bourgarit             | Talonneur        | 3      |
| 7    | Brice Dulin                  | Arrière          | 3      |
| 7    | Oscar Jégou                  | Troisième ligne  | 3      |
| 12   | Thomas Berjon                | Demi de mêlée    | 2      |
| 12   | Jules Favre                  | Centre           | 2      |
| 12   | Aleksandre Kuntelia          | Pilier droit     | 2      |
| 12   | Tolu Latu                    | Talonneur        | 2      |
| 12   | Thierry Paiva                | Pilier gauche    | 2      |
| 12   | Reda Wardi                   | Pilier gauche    | 2      |
| 12   | William Skelton              | Deuxième ligne   | 2      |
| 19   | Grégory Alldritt             | Troisième ligne  | 1      |
| 19   | Georges-Henri Colombe Reazel | Pilier droit     | 1      |
| 19   | Jonathan Danty               | Centre           | 1      |
| 19   | Ultan Dillane                | Deuxième ligne   | 1      |
| 19   | Kane Douglas                 | Deuxième ligne   | 1      |
| 19   | Antoine Hastoy               | Demi d'ouverture | 1      |
| 19   | Édouard Richer               | Troisième ligne  | 1      |
| 19   | Ulupano Seuteni              | Centre           | 1      |
| 19   | Nikolozi Sutidze             | Talonneur        | 1      |

### Champions Cup
Lors de la saison 2024-2025 de la Champions Cup le Stade rochelais fait partie de la poule 2 et est opposé aux anglais de  Bath Rugby et des  Bristol Bears, aux irlandais du  Leinster Rugby et aux italiens du  Benetton Rugby Trévise.

#### Résumé
Les matches du Stade rochelais de la Champions Cup 2024-2025 :
| Date                                        | Heure      | Domicile               | Score   | Extérieur       | Stade                     | Diffusion TV            | Journée                          | Classement |
| ------------------------------------------- | ---------- | ---------------------- | ------- | --------------- | ------------------------- | ----------------------- | -------------------------------- | ---------- |
| Phase de groupes de Champions Cup (poule 2) |            |                        |         |                 |                           |                         |                                  |            |
| 6 décembre 2024                             | 20:00 CET  | Bath Rugby             | 20 - 24 | Stade rochelais | The Recreation Ground     | beIN Sports 1           | 1re journée de la Champions Cup  | 3e         |
| 14 décembre 2024                            | 21:00 CET  | Stade rochelais        | 35 - 7  | Bristol Bears   | Stade Marcel-Deflandre    | beIN Sports 3           | 2e journée de la Champions Cup   | 1er        |
| 12 janvier 2024                             | 16:15 CET  | Stade rochelais        | 14 - 16 | Leinster Rugby  | Stade Marcel-Deflandre    | France 2, beIN Sports 1 | 3e journée de la Champions Cup   | 2e         |
| 18 janvier 2025                             | 18:30 CET  | Benetton Rugby Trévise | 32 - 25 | Stade rochelais | Stadio Comunale di Monigo | beIN Sports 2           | 4e journée de la Champions Cup   | 2e         |
| Phases finales de la Champions Cup          |            |                        |         |                 |                           |                         |                                  |            |
| 5 avril 2025                                | 18:30 CEST | Stade rochelais        | 24 - 25 | Munster Rugby   | Stade Marcel-Deflandre    | beIN Sports 1           | 8e de finale de la Champions Cup |            |

#### Affluences
Le graphique qui aurait dû être présenté ici ne peut pas être affiché car il utilise l'ancienne extension Graph, désactivée pour des questions de sécurité. Des indications pour créer un nouveau graphique avec la nouvelle extension Chart sont disponibles ici.

#### Statistiques

##### Meilleurs réalisateurs (Top 5)
| Rang | Joueur             | Poste            | Points | Essais | Transformations | Pénalités | Drops |
| ---- | ------------------ | ---------------- | ------ | ------ | --------------- | --------- | ----- |
| 1    | Ihaia West         | Demi d'ouverture | 24     | 0      | 9               | 2         | 0     |
| 2    | Antoine Hastoy     | Demi d'ouverture | 21     | 0      | 3               | 5         | 0     |
| 3    | Tawera Kerr-Barlow | Demi de mêlée    | 15     | 3      | 0               | 0         | 0     |
| 4    | Levani Botia       | Troisième ligne  | 10     | 2      | 0               | 0         | 0     |
| 4    | Jack Nowell        | Ailier           | 10     | 2      | 0               | 0         | 0     |

##### Meilleurs buteurs
| Rang | Joueur         | Poste            | Points | Transformations | Pénalités | Drops |
| ---- | -------------- | ---------------- | ------ | --------------- | --------- | ----- |
| 1    | Ihaia West     | Demi d'ouverture | 24     | 9               | 2         | 0     |
| 2    | Antoine Hastoy | Demi d'ouverture | 21     | 3               | 5         | 0     |

##### Meilleurs marqueurs
| Rang | Joueur             | Poste           | Essais |
| ---- | ------------------ | --------------- | ------ |
| 1    | Tawera Kerr-Barlow | Demi de mêlée   | 3      |
| 2    | Levani Botia       | Troisième ligne | 2      |
| 2    | Jack Nowell        | Ailier          | 2      |
| 4    | Thomas Berjon      | Demi de mêlée   | 1      |
| 4    | Hoani Bosmorin     | Ailier          | 1      |
| 4    | Oscar Jégou        | Troisième ligne | 1      |
| 4    | Tolu Latu          | Talonneur       | 1      |
| 4    | Dillyn Leyds       | Ailier          | 1      |
| 4    | Ulupano Seuteni    | Centre          | 1      |
| 4    | Reda Wardi         | Pilier gauche   | 1      |

### Supersevens
Pour la cinquième édition du Supersevens la compétition de rugby à 7 se déroule en quatre étapes. Trois étapes qualificatives en août dans trois villes différentes :
- Mont-de-Marsan le 17 août au Stade André-et-Guy-Boniface
- La Rochelle le 24 août au Stade Marcel-Deflandre
- Pau le 31 août au Stade du Hameau

Au cours de chacune des 3 étapes de classement, 28 matches de deux fois 7 minutes sont disputées.
Les vainqueurs d'étape et les meilleures équipes du classement général de cette tournée estivale se retrouvent forment un top 8 pour ensuite  se disputer le titre de champion de France lors de la grande finale organisée le 1er février 2025 à la Paris La Défense Arena. Les 14 équipes du Top 14 participent au tournoi ainsi que les Barbarians français et Monaco Rugby Sevens.
C'est le manager des espoirs, Benoit Chassaing qui sera à la tête de l'équipe pendant le tournoi du Supersevens.
| Nom                    | Naissance        | Nationalité sportive | Club                                   | Sélection pour l'étape | Sélection pour l'étape | Sélection pour l'étape | Sélection pour l'étape |
| Nom                    | Naissance        | Nationalité sportive | Club                                   | Mont-de-Marsan         | La Rochelle            | Pau                    |                        |
| ---------------------- | ---------------- | -------------------- | -------------------------------------- | ---------------------- | ---------------------- | ---------------------- | ---------------------- |
| Benjaloud Aboudou      | 8 août 1995      | France               | CA Lormont                             | ❌                     | ❌                     | ✔️                     |                        |
| Mouslimou Ali          | 11 août 2001     | France               | Union sportive de Salles               | ✔️                     | ✔️                     | ❌                     |                        |
| Romain Avinens         | 28 mars 2000     | France               | Union Barbezieux Jonzac                | ❌                     | ✔️                     | ✔️                     |                        |
| Julien Berger          | 10 janvier 1992  | Belgique             | Union Barbezieux Jonzac                | ✔️                     | ✔️                     | ❌                     |                        |
| Thomas Berjon          | 12 avril 1998    | France               | Stade rochelais                        | ❌                     | ✔️                     | ❌                     |                        |
| Mathis Brunet          | 31 juillet 2003  | France               | Stade rochelais                        | ✔️                     | ✔️                     | ❌                     |                        |
| Damien Cler            | 2 octobre 1983   | France               | AS Layrac                              | ❌                     | ✔️                     | ❌                     |                        |
| Valentin Cougnaud      | 2 août 1997      | France               | CA Lormont                             | ❌                     | ❌                     | ✔️                     |                        |
| Bryan Dimeck           | 3 juillet 1990   | France               | SCS rugby                              | ❌                     | ❌                     | ✔️                     |                        |
| Matthew Ford           | 16 avril 1991    | France               | Rugby Club de Drancy                   | ✔️                     | ✔️                     | ✔️                     |                        |
| Louis Guyon            |                  | France               | RC Puilboreau                          | ❌                     | ❌                     | ✔️                     |                        |
| Jules Jegou            | 11 juillet 2000  | France               | SA Rochefort                           | ✔️                     | ✔️                     | ❌                     |                        |
| François Joly          | 20 août 2001     | France               | SA Rochefort                           | ✔️                     | ✔️                     | ✔️                     |                        |
| Kelemete Koroi         | 5 mai 1995       | Fidji                | RC Puilboreau                          | ❌                     | ✔️                     | ✔️                     |                        |
| Romain Lamit           | 21 janvier 2003  | France               | Stade rochelais                        | ✔️                     | ❌                     | ❌                     |                        |
| Benoit Le Bourdiec     |                  | France               | SA Rochefort                           | ❌                     | ❌                     | ✔️                     |                        |
| Timothée Le Gall       | 23 avril 2004    | France               | Biarritz Olympique                     | ❌                     | ❌                     | ✔️                     |                        |
| Adrien Leif            | 12 avril 1996    | France               | SA Rochefort                           | ❌                     | ❌                     | ✔️                     |                        |
| Ike Mabope Anagu       | 2 mars 2003      | Afrique du Sud       | Stade rochelais                        | ✔️                     | ✔️                     | ✔️                     |                        |
| Amidou Marciniek       | 14 janvier 2001  | France               | Stade nantais                          | ❌                     | ✔️                     | ❌                     |                        |
| Paul Marsan            | 7 novembre 2001  | France               | Niort Rugby Club                       | ✔️                     | ❌                     | ❌                     |                        |
| Loan Moulis            | 29 avril 2002    | France               | Union sportive cognaçaise              | ❌                     | ❌                     | ✔️                     |                        |
| Clément Péré           |                  | France               | AS Layrac                              | ❌                     | ❌                     | ✔️                     |                        |
| Raphaël Sanchez        | 22 avril 1999    | France               | Rugby Club Hyères Carqueiranne La Crau | ✔️                     | ❌                     | ❌                     |                        |
| Tomasi Seru            | 9 juin 2004      | Fidji                | Stade rochelais                        | ✔️                     | ✔️                     | ❌                     |                        |
| Maxime Tetlow          | 22 avril 2004    | France               | Stade rochelais                        | ✔️                     | ✔️                     | ✔️                     |                        |
| Valentin Tirefort      | 1er juillet 1998 | France               | Sporting Club graulhetois              | ✔️                     | ❌                     | ❌                     |                        |
| Peni Torau Vuetimaiwai | 15 mars 2006     | Fidji                | Stade rochelais                        | ✔️                     | ✔️                     | ❌                     |                        |

#### Étape de Mont-de-Marsan
L'étape de Mont-de-Marsan se déroule le 17 août 2024 au Stade André-et-Guy-Boniface :
| Équipe 1        | Score   | Équipe 2        | Catégorie                   |
| --------------- | ------- | --------------- | --------------------------- |
| ASM Clermont    | 24 - 31 | Stade rochelais | 1/8 de finale               |
| Stade rochelais | 0 - 28  | Racing 92       | 1/4 de finale               |
| Montpellier HR  | 21 - 26 | Stade rochelais | Match de classement (5e-8e) |

À l'issue de la première étape du tournoi, le Stade rochelais se classe à la 6e place du classement général.

#### Étape de La Rochelle
L'étape de La Rochelle se déroule le 24 août 2024 au Stade Marcel-Deflandre :
| Équipe 1            | Score   | Équipe 2        | Catégorie                    |
| ------------------- | ------- | --------------- | ---------------------------- |
| Barbarians français | 19 - 10 | Stade rochelais | 1/8 de finale                |
| Racing 92           | 12 - 21 | Stade rochelais | Match de classement (9e-16e) |

Le club termine cette manche en 11e position. À l'issue de la deuxième étape du tournoi, le Stade rochelais se classe à la 9e place du classement général.

#### Étape de Pau
L'étape de Pau se déroule le 31 août 2024 au Stade du Hameau :
| Équipe 1        | Score   | Équipe 2        | Catégorie                    |
| --------------- | ------- | --------------- | ---------------------------- |
| Stade rochelais | 14 - 36 | Section paloise | 1/8 de finale                |
| Stade rochelais | 17 - 19 | LOU rugby       | Match de classement (9e-16e) |

Le club termine cette manche en 13e position. À l'issue de la troisième étape du tournoi, le Stade rochelais se classe à la 10e place du classement général. Le club n'est donc pas qualifié pour l'étape finale du Supersevens 2024-2025 à Paris La Défense Arena (Nanterre) le 1er février 2025.

## Sélections internationales
| Joueur                       | Pays      | Poste            | Appelés pour les compétitions | Appelés pour les compétitions | Appelés pour les compétitions | Appelés pour les compétitions | Sélections (points) |
| Joueur                       | Pays      | Poste            | The Rugby Championship 2024   | Tournée d'automne 2024        | Tournoi des Six Nations 2025  | Tournée d'été 2025            | Sélections (points) |
| ---------------------------- | --------- | ---------------- | ----------------------------- | ----------------------------- | ----------------------------- | ----------------------------- | ------------------- |
| Joel Sclavi                  | Argentine | Pilier droit     | [ 42 ]                        | [ 43 ]                        |                               | [ 44 ]                        | 10 (10)             |
| Will Skelton                 | Australie | Deuxième ligne   | ❌                            | [ 45 ]                        | [ 46 ]                        | 4 (0)                         |                     |
| Grégory Alldritt             | France    | Troisième ligne  |                               | ,                             | ,                             | ❌                            | 7 (10)              |
| Antoine Hastoy               | France    | Demi d'ouverture | ❌                            | ❌                            | [ 55 ]                        | 3 (6)                         |                     |
| Uini Atonio                  | France    | Pilier droit     | ,                             | ,                             | ❌                            | 6 (0)                         |                     |
| Paul Boudehent               | France    | Troisième ligne  | ,                             | ,                             | ❌                            | 8 (25)                        |                     |
| Georges-Henri Colombe Reazel | France    | Pilier droit     | ,                             | ,                             | [ 55 ]                        | 6 (0)                         |                     |
| Oscar Jégou                  | France    | Troisième ligne  | ❌                            | ,                             | ❌                            | 5 (5)                         |                     |
| Pierre Bourgarit             | France    | Talonneur        | ❌                            | ,                             | [ 55 ]                        | 3 (0)                         |                     |
| Reda Wardi                   | France    | Pilier gauche    | ,                             | ,                             | ❌                            | 3 (0)                         |                     |
| Aleksandre Kuntelia          | Géorgie   | Pilier droit     | [ 56 ]                        |                               | [ 57 ]                        | 0 (0)                         |                     |
| Nikolozi Sutidze             | Géorgie   | Talonneur        | [ 56 ]                        | ❌                            | 0 (0)                         |                               |                     |

## Récompenses individuelles
- Paul Boudehent : Joueur de la 5e journée du Top 14